# Hapalemur occidentalis
Hapalemur occidentalis är en primat i släktet halvmakier och familjen lemurer.
Denna lemur har en gråbrun pälsfärg, ansiktet är ofta ljusare än andra kroppsdelar. Honor är med en genomsnittlig vikt av cirka 1200 g tyngre än hanar som väger cirka 850 g. Individerna når en absolutlängd (inklusive svans) av cirka 67 cm. Kroppslängden (huvud och bål) är 27 till 28 cm och svanslängden ligger mellan 36 och 39 cm. Djuret är mindre än makier (Eulemur) som lever i samma region och den undviker landskap som saknar bambu.
Arten förekommer på norra Madagaskar. Den vistas i skogar med bambu som undervegetation eller i andra områden med bambu, som strandlinjer eller jordbruksmarkens kanter. En grupp med ungefär sex medlemmar letar tillsammans efter föda. De äter bambu samt några frukter och blommor.
Dräktigheten varar 137 till 140 dagar och sedan föds ungarna mellan oktober och januari. Oftast föds en unge per kull. Olika studier fick resultatet att Hapalemur occidentalis kan vara aktiv på dagen och på natten. Under de första dagarna efter födelsen transporteras ungen i moderns mun. Senare får den rida på honans rygg. Kanske lämnas äldre ungdjur i ett gömställe, liksom hos andra halvmakier.
Hapalemur occidentalis jagas ibland av människor. Det största hotet är däremot svedjebruk. IUCN uppskattar att beståndet minska med mer än 30 procent under de gångna 24 åren (tre generationer) och listar arten som sårbar (VU).